# Varvara Massalitinova
Varvara Massalitinova (Elec, 29 luglio 1878 – Mosca, 20 ottobre 1945) è stata un'attrice sovietica.

## Filmografia parziale

### Attrice
- L'uragano (1934)
- Aleksandr Nevskij (1938)
- L'infanzia di Gor'kij (1938)

## Premi
- Artista popolare della RSFSR
- Premio Stalin
- Ordine della Bandiera rossa del lavoro